# Марина
Мари́на — женский аналог редкого древнеримского мужского имени Марин, происходящего от латинского слова marīnus, которое в переводе на русский язык означает «морской». Происходит от эпитета Венеры (Venus Marina), греческий аналог — Пелагея.

## Именины
- Православные (даты указаны по юлианскому календарю, то есть по старому стилю)[5]:
  - 28 февраля (13 марта — по новому стилю) — Марина Берийская (IV век — V век), сирийская дева, затворница;
  - 17 июля (30 июля — по новому стилю) — Марина Антиохийская[6].
- Католические[7]: 18 июня, 17 июля, 18 июля, 28 сентября.